# Фигелиус
Фиге́лиус (лат. Phygelius) — олиготипный род двудольных цветковых растений, включённый в семейство Норичниковые (Scrophulariaceae).

## Название
Название Phygelius было дано роду растений немецким ботаником Эрнстом Майером. Майер не указал его происхождение, однако весьма вероятно, что оно было образовано от др.-греч. φυγή — «изгнание». По мнению Жозефа Декена, растение могло быть так названо из-за существенных отличий в строении цветка от рода Пенстемон.

## Ботаническое описание
Род объединяет полукустарники или кустарники с голыми листьями и стеблями. Стебли четырёх-ребристые, прямые. Листья расположены супротивно, на небольших черешках, в очертании обычно яйцевидные, с зазубренным краем.
Цветки собраны в зонтиковидные или метёлчатые соцветия, на заметных цветоножках, пятидольчатые. Доли чашечки равные, венчик неясно двугубый, трубчатой формы. Окраска цветков может быть красной или светло-жёлтой. Тычинки в количестве 4. Пестик с головчатым или двудольным рыльцем и яйцевидной завязью.
Плод — коробочка неправильной формы, при созревании раскрывающаяся вдоль центральной перегородки. Семена многочисленные, продолговатой или почти шаровидной формы.

## Ареал
Оба вида фигелиуса происходят из Южной Африки. Нередко выращиваются как декоративные растения, завезены в Евразию и Америку.

## Таксономия
|  |                                      |  |                                                         |                                                         |                        |  | ещё 22 семейства (согласно Системе APG III) |                    |                    |        |
|  |                                      |  |                                                         |                                                         |                        |  |                                             |                    |                    | 2 вида |
|  |                                      |  |                                                         | порядок Ясноткоцветные                                  |                        |  |                                             |                    | род Фигелиус       |        |
|  |                                      |  |                                                         | порядок Ясноткоцветные                                  |                        |  |                                             |                    | род Фигелиус       |        |
|  | отдел Цветковые, или Покрытосеменные |  |                                                         |                                                         | семейство Норичниковые |  |                                             |                    |                    |        |
|  | отдел Цветковые, или Покрытосеменные |  |                                                         |                                                         |                        |  |                                             |                    |                    |        |
|  |                                      |  | ещё 58 порядков цветковых растений (по Системе APG III) | ещё 58 порядков цветковых растений (по Системе APG III) |                        |  |                                             | ещё более 85 родов | ещё более 85 родов |        |
|  |                                      |  |                                                         | ещё 58 порядков цветковых растений (по Системе APG III) |                        |  |                                             |                    | ещё более 85 родов |        |

### Виды
- Phygelius aequalis Harv. ex Hiern, 1904 — Фигелиус равный
- Phygelius capensis E.Mey. ex Benth., 1836 — Фигелиус капский